# 앤 셜리 (애니메이션)
《앤 셜리》(일본어: アン・シャーリー)는 루시 모드 몽고메리가 지은 소설 《빨간 머리 앤》을 원작으로. 앤서 스튜디오가 제작한 일본의 텔레비전 애니메이션이다. 2025년 4월 5일부터 NHK 교육 텔레비전에서 방송 중이다.

## 줄거리
프린스 에드워드 아일랜드에 위치한 그린 게이블스에 고아인 11살 소녀 앤 셜리가 받아들여진다. 원래, 노남매인 매튜 커스버트와 마릴라 커스버트는, 남자아이를 원했지만, 실수로 앤이 보내졌다. 형인 매튜는 앤을 집으로 맞이하기를 원하고, 당초에는 고아원에 돌려줄 의사였던 마릴라도, 앤의 처지를 알고, 인수하기로 결정한다. 앤은 그린 게이블스에서의 생활 속에서, 학업상의 경쟁자가 되는 길버트 브라이스나, 평생 친구가 되는 다이애나 벌리를 만난다. 또한, 반 친구나 교사, 지역 주민과의 교류를 거쳐, 많은 경험을 쌓으면서 성장해 나간다. 소녀 앤 셜리가, 한 여성으로서 성숙해가는 과정이 그려진다.

## 등장인물
앤 셜리
성우 - 이노우에 호노카
마릴라 커스버트
성우 - 나카무라 아야
매튜 커스버트
성우 - 마츠모토 야스노리
길버트 블라이스
성우 - 미야세 나오야
다이애나 배리
성우 - 미야모토 유메
제임스 해리슨
성우 - 오타 히카리

## 제작진
- 원작 : 루시 모드 몽고메리
- 감독 : 카와마타 히로
- 시리즈 구성 : 타카하시 나츠코
- 캐릭터 디자인 : 츠치야 켄이치
- 서브 캐릭터 디자인 : 와타나베 유지, 마루야마 치에
- 미술 감독 : 쿠도 타다시
- 색채 설계 : 쿠리키 시호
- 촬영 감독 : 사이토 신지
- CG 디렉터 : 시마자키 아츠시
- 편집 : 마츠바라 리에, 시라이시 아카네
- 음향 감독 : 코이즈미 키스케
- 음악 : 오오시마 미치루
- 치프 프로듀서 : 나카야마 케이코, 타카세 유키코, 키소 유카리, 카네노 사야카
- 시니어 프로듀서 : 마츠시타 요코
- 프로듀서 : 사토 시게히코, 나카타니 마미, 쿠리야마 쿠니히로
- 애니메이션 프로듀서 : 사와다 쿄스케
- 애니메이션 제작 : 앤서 스튜디오
- 제작 : 앤 셜리 제작위원회
- 저작권 : 앤 셜리 제작위원회 모두 보호이다.

## OST
予感
토타에 의한 오프닝 테마. 작사·작곡은 토타, 편곡은 데와 요시아키.
heart
Laura day romance에 의한 엔딩 테마. 작사·작곡은 스즈키 진

## 에피소드 목록
| 회차       | 주제                                                                                   | 방송 일자       |
| ---------- | -------------------------------------------------------------------------------------- | --------------- |
| 1화        | 세상은, 아주 재미있는 곳이에요                                                         | 2025년 4월 5일  |
| 2화        | 전, 예쁜게 좋아요                                                                      | 2025년 4월 12일 |
| 3화        | 무언가를 기대하며 기다리는 게, 그 즐거움의 반이라고 생각해요                           | 2025년 4월 19일 |
| 4화        | 이렇게 즐거운 세상에서, 언제까지나 슬퍼할 순 없는 일이죠                               | 2025년 4월 26일 |
| 5화        | 다행이라고 생각하자고요                                                                | 2025년 5월 3일  |
| 6화        | 빨간 머리보다 싫은 건 없다고 생각했어요                                                | 2025년 5월 10일 |
| 7화        | 항상 실수를 했지만, 한 번 할 때마다 제 나쁜 부분이 고쳐져요                            | 2025년 5월 17일 |
| 8화        | 난, 내가 아닌 그 누구도 되고 싶지 않아요                                               | 2025년 5월 24일 |
| 9화        | 열심히 노력해서 이기는 것 다음으로 좋은 건, 열심히 노력해서 지는 거예요                | 2025년 5월 31일 |
| 10화       | 모퉁이를 돌아갔을 때 뭐가 있을지는, 저도 몰라요. 하지만, 분명 가장 좋은 게 있을 거예요 | 2025년 6월 7일  |
| 11화       | 난 인생을 아름답게 만들고 싶어요                                                       | 2025년 6월 14일 |
| 12화       | 우리는 자기를 필요로 하는 사람을 좋아하게 되는 것 같아요                               | 2025년 6월 21일 |
| 13화       | 근사한 일이 일어날 거라 생각하면, 난 상상의 날개를 달고 날아올라요                     | 2025년 6월 28일 |
| 14화       | 진짜 왕자님이 진짜 공주님을 만나러 오는데 너무 늦은 건 없답니다                        | 2025년 7월 5일  |
| 15화       | 세상 끝에 있어도, 날아갈 거예요                                                        | 2025년 7월 12일 |
| 16화       | 알고 싶지도 않아요 모르는 게 더 근사하니까                                             | 2025년 7월 19일 |
| 17화       | 모든 걸 송두리째 바꾸는 원동력 그건 사랑이에요                                         | 2025년 7월 26일 |
| 18화       | 책을 열었더니 어제의 장미가 아름답게 다시 피어난 듯한 기분                             | 2025년 8월 2일  |
| 19화       | 미정                                                                                   | 2025년 8월 23일 |
| 20화       | 미정                                                                                   | 2025년 8월 30일 |
| 21화       | 미정                                                                                   | 2025년 9월 6일  |
| 22화       | 미정                                                                                   | 2025년 9월 13일 |
| 23화       | 미정                                                                                   | 2025년 9월 20일 |
| 최종화(24) | 미정                                                                                   | 2025년 9월 27일 |

## 결방 변경 안내
- 2025년 8월 9일 ~ 8월 16일 : 방송사 사정 결방 함